# Atkins mot Virginia
Atkins mot Virginia var ett rättsfall 2002 där USA:s högsta domstol beslutade att dödsstraff mot personer med utvecklingsstörning är ett "grymt och ovanligt straff", och alltså strider mot åttonde tillägget i USA:s författning.
Se även dödsstraff i USA.